# Loïc Tanson
Loïc Tanson (ciutat de Luxemburg, 1981) és un director de cinema i guionista luxemburguès.
Amb Thierry Besseling, van rodar muchss projectes en conjunt: el curtmetratge Laaf (2010), Le faux départ (2013), Sur le fil (2017), així com diversos episodis de la sèrie documental Routwäissgro (2015-2017). El 29016 va rodar el documental Eldorado sobre l'emigració portuguesa a Luxemburg.
En 2022 va ser el rodatge del seu primer llargmetratge, Läif a Séil, que hauria d'estrenar-se en la tardor de 2023.

## Filmografia
- Eldorado (2016) – codirigit amb Rui Eduardo Abreu i Thierry Besseling
- Läif a Séil (2023)